# Ла Ђинестра (Фиренца)
Ла Ђинестра је насеље у Италији у округу Фиренца, региону Тоскана.
Према процени из 2011. у насељу је живело 178 становника. Насеље се налази на надморској висини од 174 м.